# 4481 Herbelin
4481 Herbelin este un asteroid din centura principală, descoperit pe 14 septembrie 1985 de Edward Bowell.